# Violetta Quesada
Violetta Quesada Díaz, född 11 juli 1947 i Santa Clara, död 24 mars 2024 i Tampa, Florida, var en kubansk friidrottare inom löpning.
Quesada blev olympisk silvermedaljör på 4 x 100 meter vid sommarspelen 1968 i Mexico City.